# Limeskongress
Der Limeskongress (im englischsprachigen Raum Congress of Roman Frontier Studies oder Limes Congress) ist ein Archäologiekongress, vornehmlich der Provinzialrömischen Archäologie, der sich mit den Grenzen des römischen Reiches (meist „Limes“ genannt) beschäftigt. Die Kongresse finden seit 1949 statt, üblicherweise im 3-Jahres-Rhythmus. Der erste Kongress fand im nordenglischen Durham statt; der Kongress 2024 wurde im September in der georgischen Stadt Batumi abgehalten. Die nur zweijährige Pause nach dem Kongress 2022 in Nijmegen erklärt sich daraus, dass die COVID-Pandemie den Abstand zwischen Serbien 2018 und Nijmegen auf vier Jahre anwachsen ließ und man in den alten Rhythmus zurückkehren wollte. Die Teilnehmerschaft setzt sich aus Archäologen, Althistorikern, Bauforschern und Naturwissenschaftlern zusammen.

## Geschichte
Im Jahr 1949 trafen sich am King’s College, Newcastle upon Tyne, Großbritannien, damals Teil der University of Durham, etwa 20 Wissenschaftler zu einer Tagung mit dem Thema „Grenzen des Römischen Reiches“. Elf Vorträge beschäftigten sich vornehmlich mit den nordwestlichen Provinzen des Römischen Reiches. Auf Einladung des Initiators der Tagung Eric Birley nahmen unter anderem Franz Oelmann, Andreas Alföldi und Mortimer Wheeler teil. Ziel des Kongresses war es, den Austausch von britischen mit ausländischen Wissenschaftlern zu fördern. Die Idee zu einer solchen Tagung hatte Birley bereits in den späten 1920er Jahren, als er mit Ernst Fabricius und dessen Assistenten Kurt Stade von der Reichs-Limeskommission in intensivem Austausch stand. Ein für 1940 geplanter Termin scheiterte am Zweiten Weltkrieg.
Ursprünglich war geplant, einen zweiten Kongress 1954 in Algerien abzuhalten, um es Jean Baradez zu ermöglichen, Teile des Fossatum Africae (siehe Tebaga-Clausura) vorzustellen, aber der Tod von Louis Leschi, dem Direktor der Antikenverwaltung von Algerien, machte eine Organisation des Kongresses unmöglich. So war es im April desselben Jahres nur wenigen Forschern möglich, Beradez’s Ausgrabungen in Gemellae zu besichtigen.
Seit 1949 fanden Limeskongresse in zwölf verschiedenen Ländern statt, wobei nach jeweils zehn Jahren ein Kongress in Großbritannien abgehalten wurde. 1967 tagte man erstmals außerhalb Europas, nämlich in Tel Aviv in Israel; im Jahr 2000 traf man sich in Amman, Jordanien. Die politische Situation in einigen Ländern war zwei Mal Grund für eine kurzfristige Verlegung bzw. Absage der Konferenz, so war Anfang der sechziger Jahre in Ungarn und Anfang der neunziger Jahre in Serbien eine Durchführung nicht möglich. Der 1983 in Aalen abgehaltene Kongress erreichte mit 284 Teilnehmern einen Spitzenwert, der erst 2006 in León, Spanien mit fast 350 gemeldeten und letztendlich 284 anwesenden Teilnehmern wieder erreicht wurde. Die Zahl der Vorträge stieg kontinuierlich: Waren es 1949 nur elf Vorträge, so wurden beim Limeskongress in Ruse, Bulgarien etwa 200 Vorträge gehalten. Großbritannien richtete den Limeskongress bisher sechs Mal aus, Deutschland vier Mal.
Die Limeskongresse werden meist von einem umfangreichen Programm an Exkursionen begleitet, um den Kongressteilnehmern neueste Forschungen im Gastgeberland und wichtige archäologische und kulturelle Stätten näherzubringen.

## Organisation
Die Idee gemeinsamer internationaler Kongresse zur Limesforschung stammte von Eric Birley und Kurt Stade, doch verhinderte zunächst der Ausbruch des Zweiten Weltkriegs eine Realisierung. Birley organisierte daher den ersten Kongress 1949 alleine. In der Folgezeit entwickelte sich die Tradition, dass diejenigen Archäologen, die bereits einen Limeskongress ausgerichtet hatten, eine informelle Arbeitsgruppe bildeten, die Vorschläge für künftige Veranstaltungsorte annimmt. Am Ende eines jeden Limeskongresses stimmte dann die Vollversammlung aller Teilnehmer über den Veranstaltungsort des folgenden Kongresses ab. Die Organisation liegt dann in den Händen der lokalen Veranstalter mit Unterstützung der international zusammengesetzten informellen Arbeitsgruppe. Diese Regelung trug den Kongress erfolgreich über 70 Jahre lang und besteht bis heute.
Auch die Wahl des internationalen Vorsitzes des Kongresses ist formlos. Viele Jahre lang leiteten David Breeze und Siegmar von Schnurbein den Limeskongress gemeinsam, nach von Schurbeins Pensionierung im Jahr 2006, Breeze alleine. Am Ende des Kongresses von Ingolstadt 2015 trat Breeze zurück und die Vollversammlung der Teilnehmer wählte Rebecca Jones und Andreas Thiel als Nachfolger.

## Liste der bisherigen Limeskongresse
Folgende Kongresse haben bisher stattgefunden:
1. 1949 Durham, Großbritannien
2. 1955 Carnuntum, Österreich
3. 1957 Rheinfelden AG, Schweiz
4. 1959 Durham, Großbritannien
5. 1961 Zagreb, Jugoslawien
6. 1964 Arnoldshain, Deutschland
7. 1967 Tel Aviv, Israel
8. 1969 Cardiff, Großbritannien
9. 1972 Mamaia, Rumänien
10. 1974 Xanten/Nijmegen, Deutschland/Niederlande/Belgien (Exkursion)
11. 1976 Székesfehérvár, Ungarn
12. 1979 Stirling, Großbritannien
13. 1983 Aalen, Deutschland
14. 1986 Carnuntum, Österreich
15. 1989 Canterbury, Großbritannien
16. 1995 Kerkrade, Niederlande
17. 1997 Zalău, Rumänien
18. 2000 Amman, Jordanien
19. 2003 Pécs, Ungarn
20. 2006 Léon, Spanien
21. 2009 Newcastle upon Tyne, Großbritannien
22. 2012 Ruse, Bulgarien
23. 2015 Ingolstadt, Deutschland
24. 2018 Kostolac, Serbien
25. 2022 Nijmegen, Niederlanden
26. 2024 Batumi, Georgien

## Kongressberichte
Die Verantwortung für eine Publikation der Kongressbeiträge liegt bei den jeweiligen nationalen Veranstaltern. Ziel ist es, die Beiträge jeweils vor Beginn des folgenden Kongresses vorzulegen.
Erschienene Kongressberichte:
1. Eric Birley: The Congress of Roman Frontier Studies 1949, Durham 1952.
2. Erich Swoboda: Carnuntina, Römische Forschungen in Niederösterreich, Graz-Köln 1956
3. Rudolf Laur-Belart (ed.): Limes-Studien, Vorträge des 3. Internationalen Limes-Kongresses in Rheinfelden/Basel 1957, Verlag des Institutes für Ur- und Frühgeschichte der Schweiz Rheinsprung 20, Basel 1959.
4. unpubliziert
5. Grga Novak (ed.): Quintus Congresses Internationalis Limitis Romani Studiosorum, Acta et Dissertationes Archaelogicae III, Zagreb 1963.
6. Hans Schönberger (Hrsg.): Studien zu den Militärgrenzen Roms, Vorträge des 6 Internationalen Limeskongresses in Süddeutschland, Beihefte der Bonner Jahrbucher Band 19, Bonn 1967.
7. Shimon Applebaum (ed.): Roman Frontier Studies 1967, Tel Aviv 1971.
8. Eric Birley, Brian Dobson, Michael Jarrett (eds): Roman Frontier Studies 1969, Cardiff 1974.
9. D. M. Pippidi (ed.): Actes du IXe Congrès International d’études sur les Frontières Romaines, Bucuresti 1974
10. Dorothea Haupt, Heinz Günter Horn (Hrsg.): Studien zu den Militärgrenzen Roms II, Vorträge des 10 Internationalen Limeskongresses in Der Germania Inferior, Köln 1977.
11. Jenö Fitz (ed.): Limes. Akten des XI. Internationalen Limeskongresses, Budapest 1977.
12. William Hanson, Lawrence Keppie (eds): Roman Frontier Studies 1979, BAR, Oxford 1980.
13. Christoph Unz (ed.): Studien zu den Militärgrenzen Roms III. 13. Internationaler Limeskongreß Aalen 1983, Stuttgart 1986.
14. Hermann Vetters, Manfred Kandler (Hrsg.): Akten des 14. Internationalen Limeskongresses 1986 in Carnuntum, Der Römische Limes in Osterreich Heft 36/1 (Wien 1990).
15. Valerie Maxfield, Michael Dobson (eds.): Roman Frontier Studies 1989, Exeter 1991.
16. W. Groenman-van Waateringe, B. L. van Beck, Willem J. H. Willems, S. L. Wynia (eds.): Roman Frontier Studies 1995, Oxford 1997.
17. Nicolae Gudea (ed.): Roman Frontier Studies. Proceedings of the XVIIth International Congress of Roman Frontier Studies, Zalau 1999.
18. Philip Freeman, Julian Bennett, Zbigniew T. Fiema, Birgitta Hoffmann (eds.): Limes XVIII Proceedings of the XVIIIth International Congress of Roman Frontier Studies held in Amman, Jordan (September 2000), BAR International Series 1084, Oxford 2002.
19. Zsolt Visy (ed.): Limes XIX. Proceedings of the XIXth International Congress of Roman Frontier Studies, Pécs, Hungary, September 2003, Pécs 2005.
20. Angel Morillo, Norbert Hanel, Esperanza Martin (Hrsg.): Limes XX. Estudios Sobre la Fronters Romana. Roman Frontier Studies. Anejos de Gladius, Madrid 2009.
21. Nick Hodgson, Paul Bidwell, Judith Schachtmann (eds.): Roman Frontier Studies 2009. Proceedings of the XXI International Congress of Roman Frontier Studies (Limes Congress) held at Newcastle upon Tyne in August 2009. Archaeopress Roman Archaeology 25, Oxford 2017.
22. Lyudmil Vagalinski, Nicolay Sharankov (eds.): Limes XXII. Proceedings of the 22nd International Congress of Roman Frontier Studies Ruse, Bulgaria, September 2012. Sofia 2015.
23. C. Sebastian Sommer, Suzana Matesic (Hrsg.): Limes XXIII. Proceedings of the 23rd International Congress of Roman Frontier Studies Ingolstadt 2015. Akten des 23. Internationalen Limeskongresses in Ingolstadt 2015. Beiträge zum Welterbe Limes, Mainz 2018.
24. in Vorbereitung